# Club Deportiva Minera
El Club Deportiva Minera es un club de fútbol de España fruto de la unión de tres poblaciones pertenecientes al municipio de Cartagena (Región de Murcia);  El Estrecho de San Ginés, Llano del Beal y El Beal. Fue fundado en 1949 y juega en el Grupo 4 de la Segunda Federación.

## Historia
El club se funda en 1949 en el Llano del Beal. Ya el 26 de marzo de 1950 se tiene constancia de un encuentro de fútbol en el Llano del Beal entre el C.D. Volador y el Lara (no se enumera la alineación por no figurar en el periódico de dicho día). En junio de 1952 recoge la prensa un encuentro entre el C.D. Atlético y C.D. Llano.
En noviembre de 1952 se solicita permiso al Ayuntamiento de Cartagena para vallar el Estadio de la Deportiva Minera. El estadio recibe el nombre de «Estadio Ángel Celdrán». Su escudo fue diseñado por Marcos Meroño García. En la temporada 1952/53 debuta la Minera en Segunda Regional, quedando segunda clasificada y ascendiendo. El 6 de enero de 1953 se inaugura el remodelado Estadio Ángel Celdrán contra el CD Naval, quedando empate a 3, según la prensa tras su primera actuación como club federado. En mayo de ese año recoge la prensa el resultado de un encuentro de aficionados entre la Minera y el Callosa Deportiva, con resultado 1-1. En la temporada 1953/54 la Deportiva Minera milita en Primera Regional. El primer hecho importante para el equipo minero sería la obtención del título de Subcampeón de la Copa Federación Murciana en 1954, el encuentro se jugó en el Campo del Cartagena (Estadio Cartagenero). La Deportiva Minera quedó clasificada en quinto lugar del campeonato de Primera Regional. En la temporada 1954/55 se crean dos grupos de primera regional por proximidad geográfica. La Deportiva Minera jugaría en el primer grupo. Se enfrentaría el vencedor de cada Grupo con los ocho no clasificados de Tercera División. La Minera quedó quinta de su grupo, no pudiendo ascender. En la temporada 1955/56 la competición se juega también en dos grupos por proximidad geográfica. La Deportiva Minera se proclama campeón de regional, consiguiendo el ascenso a la Tercera División grupo X, tras la correspondiente eliminatoria con el Tháder de Rojales en la Condomina. En la temporada 1956/57, la Deportiva Minera debuta en Tercera División de Categoría Nacional integrada dentro del Grupo X. Tras una primera temporada en la que queda en la 8ª posición, en la 1957/58 el club queda 16º y desciende a Primera Regional. Tendrían que pasar 53 años hasta que en la temporada 2010/11 asciende a la Tercera División (había estado casi siempre en Preferente, con alguna bajada esporádica a Primera Territorial). 
Desde entonces vive su mejor época al mantenerse ininterrumpidamente en Tercera División hasta la actualidad. 
En la temporada 2023/24 logra un hito histórico al alcanzar el ascenso por primera vez en su historia a la Segunda Federación.
En la temporada 2024/25, el equipo hizo historia al eliminar al Deportivo Alavés, club de Primera División, en la segunda ronda de la Copa del Rey de dicha temporada. Tras empatar 2-2 en el tiempo reglamentario, se impusieron en la tanda de penales por 4-2. Posteriormente, el sorteo de dieciseisavos de final de la misma competición, emparejó al conjunto minero con el Real Madrid, propiciando un duelo inédito en la historia del club.

## Presidentes
- 2009 - 2023: Bienvenido Gallego Martínez
- 2023 - Actualidad: José Blaya[7]

## Uniforme
- Uniforme titular: Camiseta roja, pantalón azul, medias rojas.
- Uniforme alternativo: Camiseta azul, pantalón blanco, medias azul.

## Estadio
El estadio Ángel Celdrán se inauguró en 1927. Es de césped natural y tiene una capacidad para unos 2.000 espectadores.

## Datos del club
- Temporadas en Primera División: 0
- Temporadas en Segunda División: 0
- Temporadas en Segunda División B: 0
- Temporadas en Tercera División: 4
- Temporadas en Territorial Preferente: 52

## Entrenadores

### Cronología de los entrenadores
- 2009/2011:  José Solano
- 2011/2012:  Severo García Moreno.
- 2012/2015:  Luis Antonio Franco Romero.
- 2015/2016:  Francisco Pliego Parra.
- 2015/2016:  Tomás López Blázquez.
- 2017/2018:  Antonio Gabriel Jiménez Madrid.
- 2018/2019:  Antonio Gabriel Jiménez Madrid.
- 2018/2021:  José Carlos Trasante Martínez.
- 2021:  Carlos Rivera Ruiz.
- 2021/2022:  Ranko Despotović.
- 2022/2025:  Popi.
- 2025:  Pepe Aguilar.
- 2025/Actualidad:  Checa

## Otras secciones y filiales
La Deportiva Minera cuenta con un equipo de juvenil de segunda como filial de dicho club.

## Palmarés

### Campeonatos regionales
- Subcampeón de Territorial Preferente (1): 1955-56